# Президентські вибори в Німеччині 2009
Президентські вибори в Німеччині 2009 року — вибори федерального президента Німеччини, що відбулися 23 травня 2009-го.

## Дата виборів
Розпорядження про проведення виборів було видано головою бундестагу Норбертом Ламмертом 8 травня 2008 року. 

## Система обрання
У Німеччині президента обирають депутати німецьких Федеральних зборів, які 23 травня в 13-й раз зібралися в будівлі рейхстагу у Берліні.

## Кандидати
У виборах 2009 року взяли участь: діючий президент Горст Келер, професор політології Ґезіне Шван, кіноактор Петер Зода та бард Франк Ренніке.

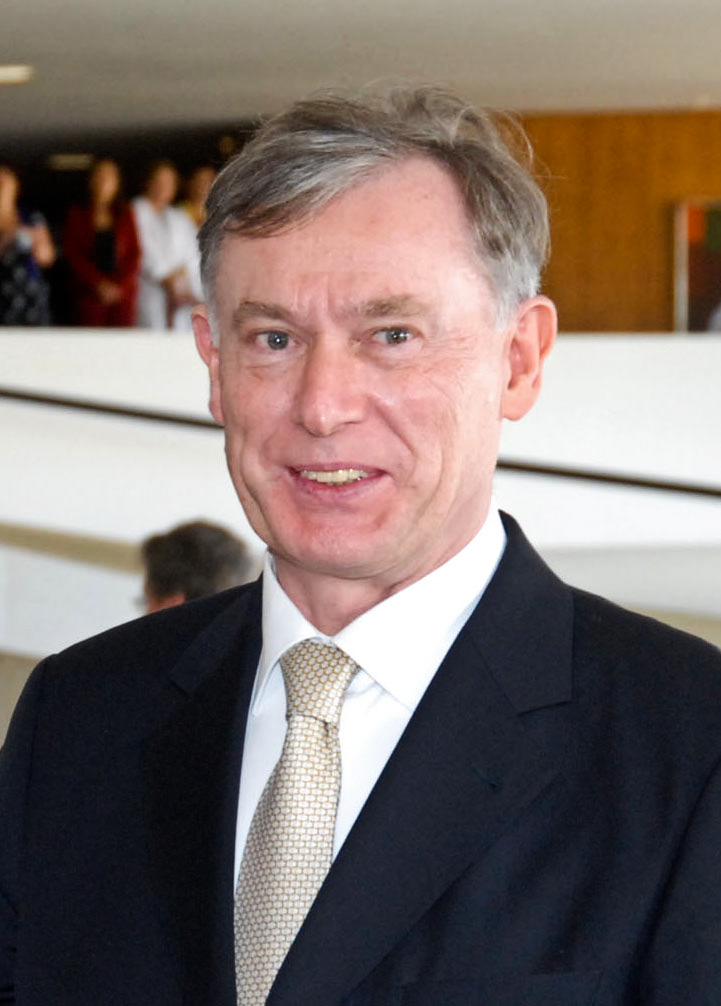
Горст Келер
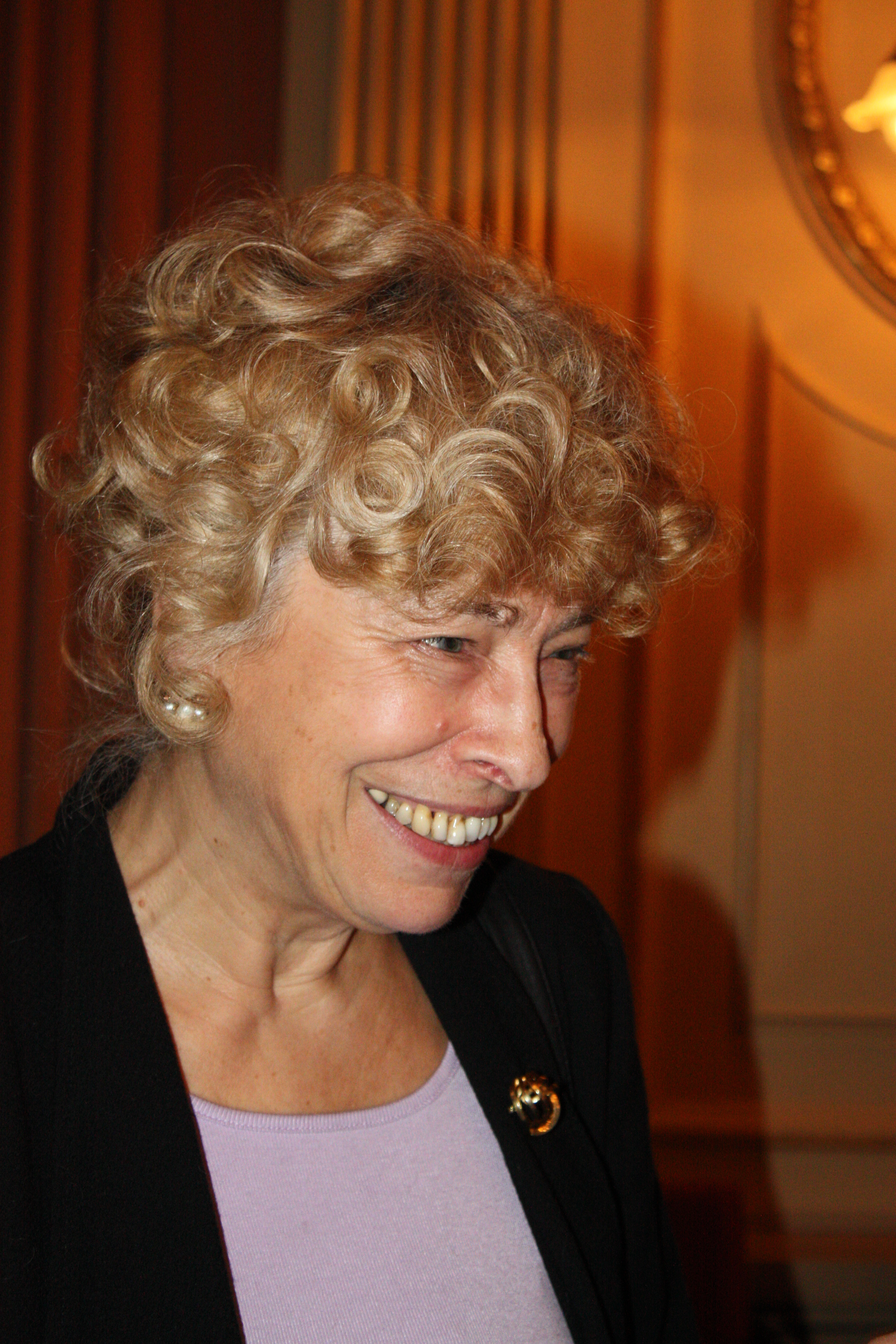
Ґезіне Шван
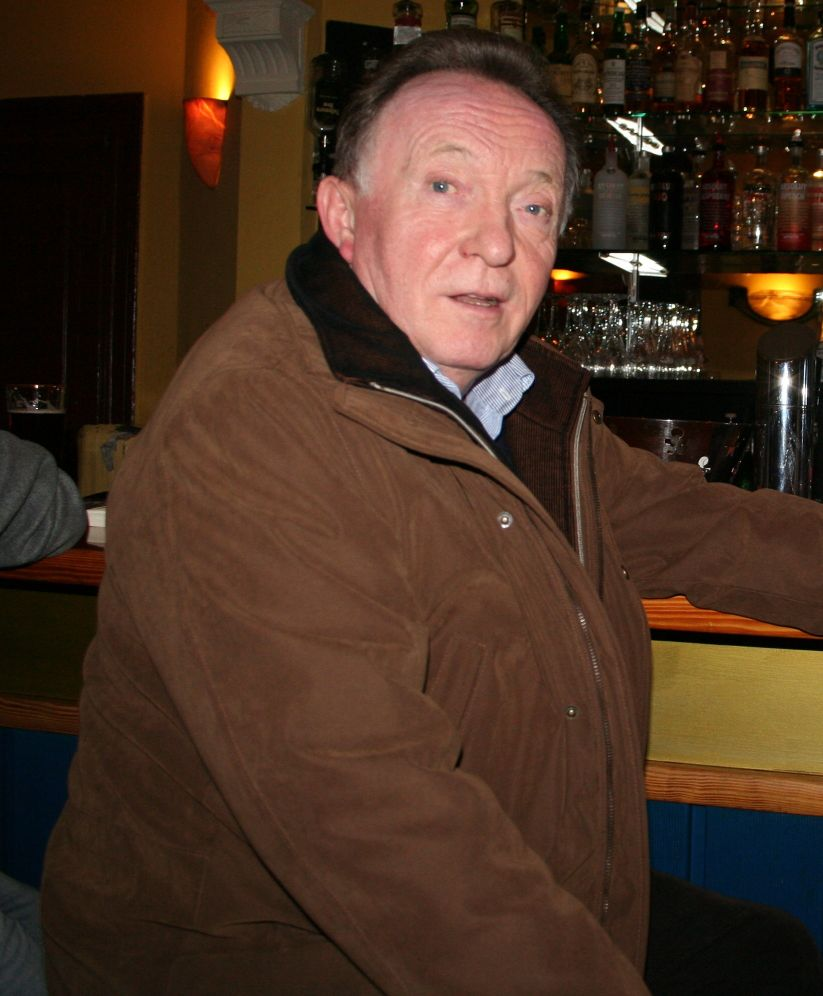
Петер Зодан
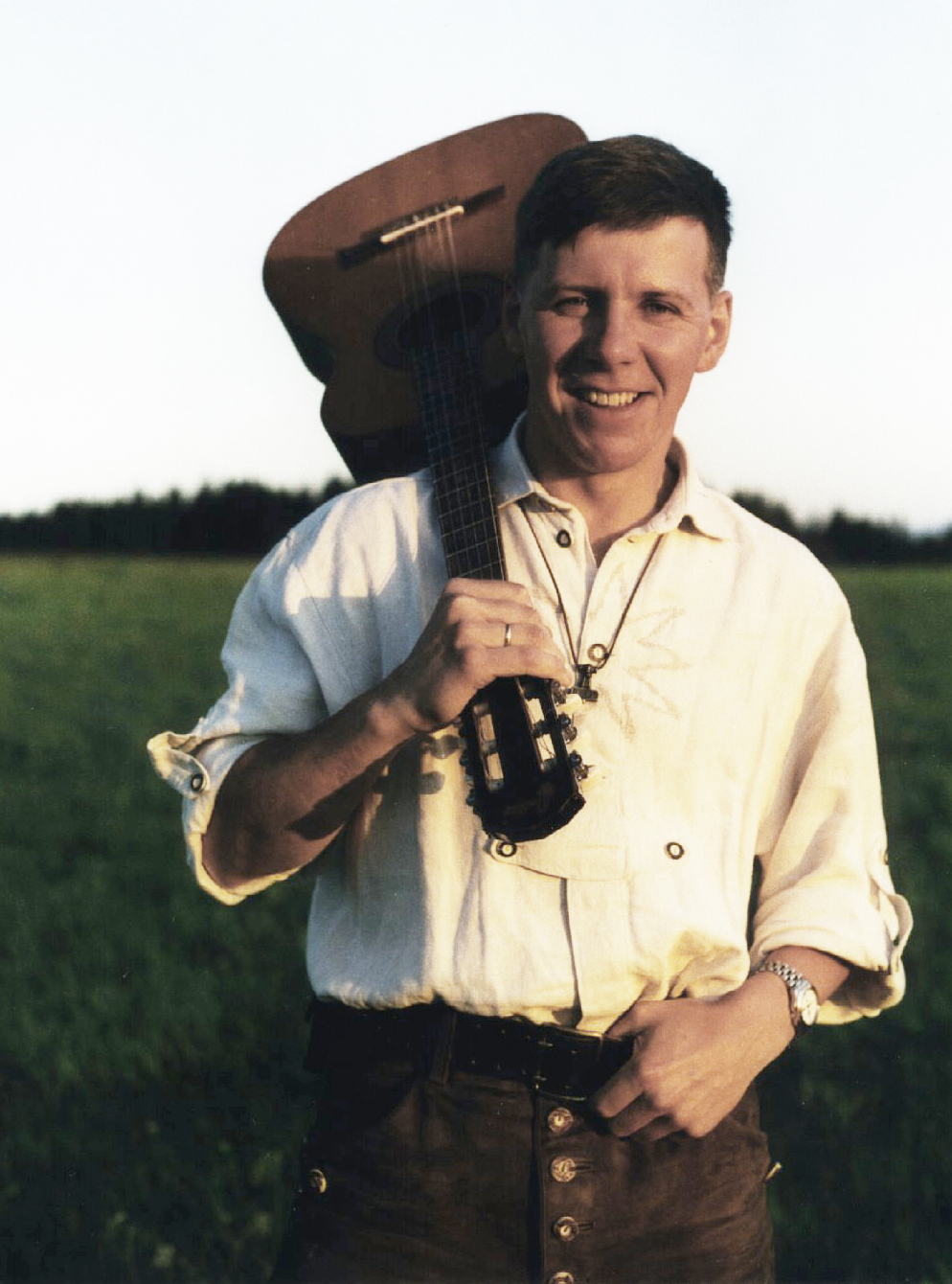
Франк Ренніке

## Підсумки
| Кандидат      | Партії, що підтримують | Кількість голосів |
| ------------- | ---------------------- | ----------------- |
| Горст Келер   | ХДС / ХСС, ВДП         | 613               |
| Ґезіне Шван   | СДПН, Зелені           | 503               |
| Петер Зодан   | Ліві                   | 91                |
| Франк Ренніке | НДПН / ННС             | 4                 |

За Конституцією ФРН, кандидат вважається обраним, якщо за нього в одному з перших двох турів віддано абсолютна більшість (613) голосів. Уже в першому турі необхідну кількість голосів набрав Горст Келер.